# Aeroportul Regional Dothan
Aeroportul Regional Dothan (IATA: DHN, ICAO: KDHN, FAA LID: DHN) este un aeroport din Alabama, Statele Unite ale Americii ce deservește zona Dothan⁠(d). Aeroportul a fost tranzitat în 2019 de 117.720 de pasageri. A fost numit după zona deservită.
Situat la o altitudine de 122 m, aeroportul dispune de 2 piste.

## Infrastructură

### Piste
Aeroportul dispune de 2 piste. Pista 14/32 are suprafața de asfalt și dimensiunile 8.499 picioare × 150 picioare. Pista 18/36 are suprafața de asfalt și dimensiunile 5.498 picioare × 100 picioare. 